# Rue Paul-Bert (Ivry-sur-Seine)
Pour les articles homonymes, voir Rue Paul-Bert.
La rue Paul-Bert est une voie de circulation se trouvant à Ivry-sur-Seine. 

## Situation et accès
Cette rue se situe à la limite de Paris. Elle est accessible par la station de métro Porte d'Ivry ou la station Porte de Choisy, toutes deux sur la ligne 7 du métro de Paris.

## Origine du nom
Le nom de cette rue a été attribué en hommage à Paul Bert (1833-1886), scientifique et homme politique français du XIXe siècle.

## Historique
Les terres sur lesquelles cette rue est aujourd'hui située, étaient rattachées à la seigneurie d’Ivry et de Saint-Frambourg.
Par la suite, elle fut tracée lorsqu'en bordure de Paris fut créée sur la Zone, bande de terrains vagues constituée autour de Paris près de l'emplacement de l'enceinte de Thiers pour lui servir de glacis de protection. Cette zone était occupée au début du XXe siècle par une population très pauvre.
Cette voie est notamment connue pour figurer parmi les clichés de la série photographique 6 mètres avant Paris réalisée en 1971 par Eustachy Kossakowski. Cette œuvre représente les cent-cinquante-neuf rues pénétrant dans Paris, centrant la prise de vue sur le panneau de signalisation indiquant l'entrée dans la capitale. 

## Bâtiments remarquables et lieux de mémoire

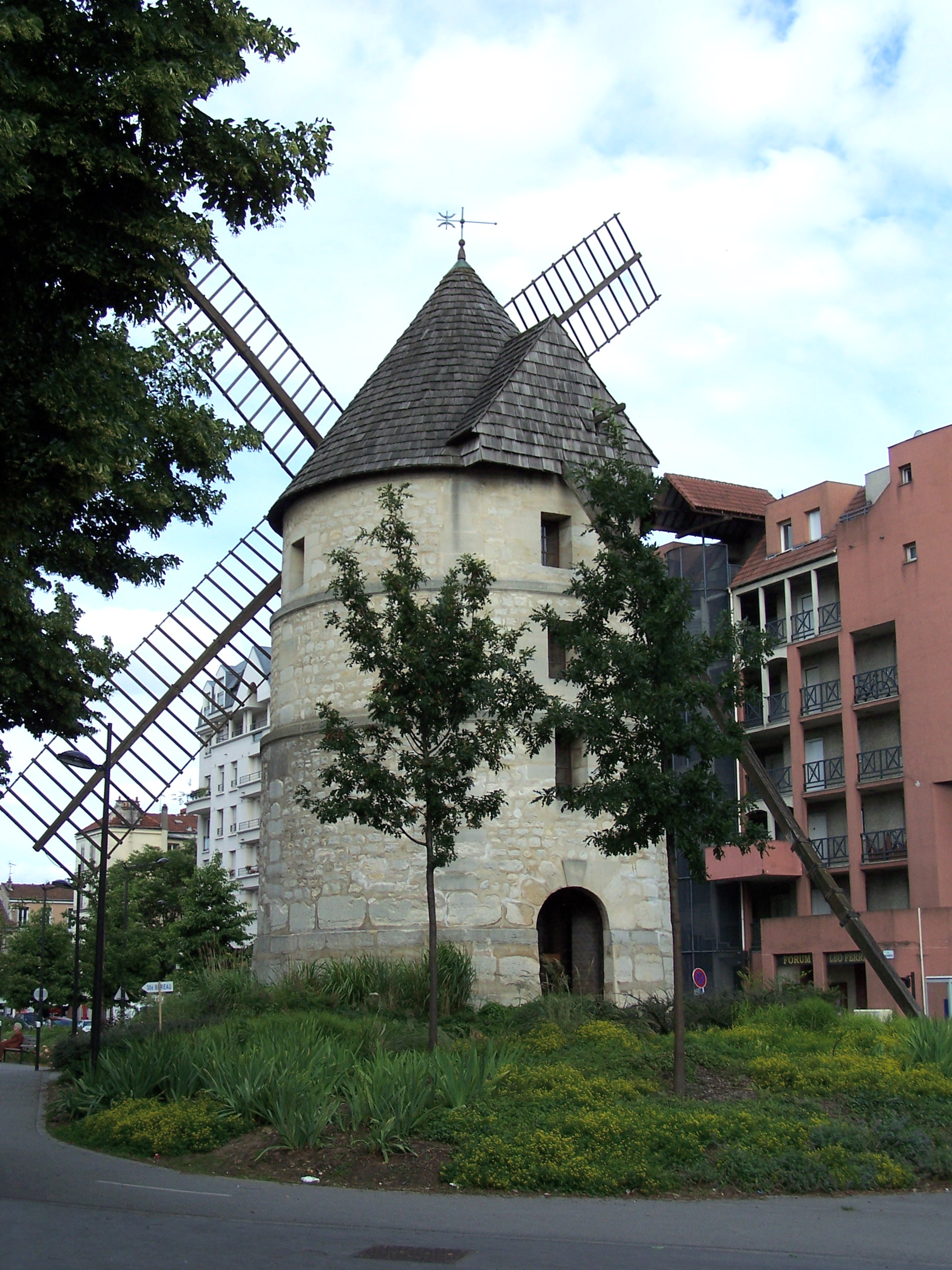
Le moulin, vu de la rue Paul-Bert.

- Église Notre-Dame-de-l'Espérance d'Ivry-sur-Seine, construite de 1911 à 1924[2]. Tout d'abord chapelle, elle devient en 1927 église paroissiale[3].
- Laboratoire Orient et Méditerranée du CNRS[4], dont les recherches portent sur le Proche-Orient et le Monde méditerranéen dans les sciences humaines aux époques antique et médiévale.
- À l'angle de la rue Barbès, le moulin de la Tour, construit au XVIIe siècle[5], et qui est mentionné sur la carte des Chasses du Roi, réalisée en 1765.